# Harrisburg (Dél-Dakota)
Harrisburg város az Amerikai Egyesült Államok Dél-Dakota államában, Lincoln megyében. Lakosainak száma 6732 fő (2020. április 1.).

## Népesség
A település népességének változása:

| 2010 | 4 089 |
| 2020 | 6 732 |